# Seychelles granítiques

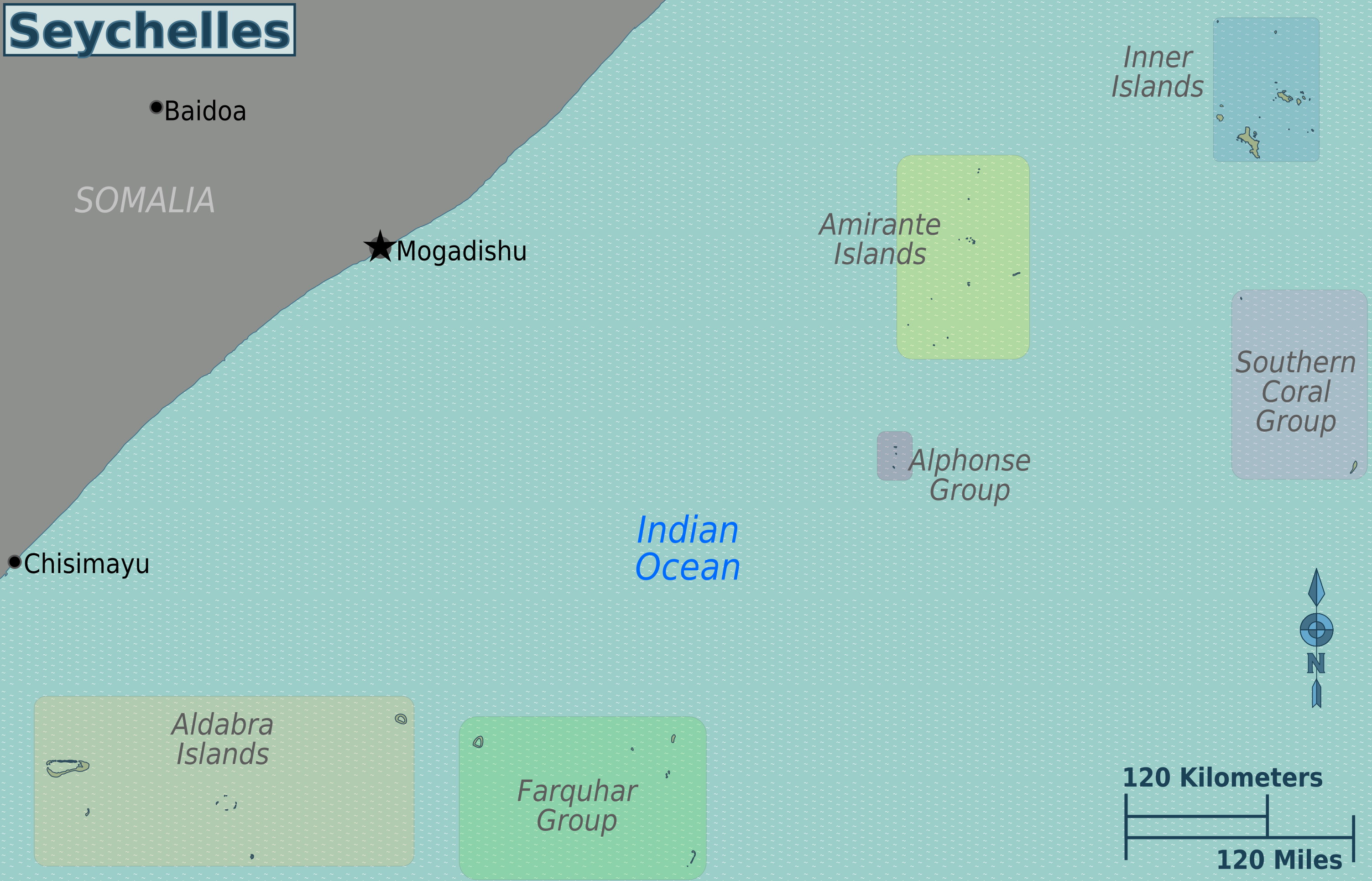
Situació dels grups de les Seychelles amb el continent africà a l'oest

Les Seychelles granítiques són les illes de l'arxipèlag de les Seychelles que mantenen una posició central en la Meseta submarina de les Seychelles, que forma part de la Meseta de les Mascarenes, i tenen una composició litosfèrica de roca granítica. Les granítiques fan la majoria de les Illes Interiors, les quals a més a més inclouen les illes de coral al llarg de la perifèria de la Meseta de Seychelles, és a dir Illa dels Ocells i l'Illa Denis.
Hi ha intrusions de xenòlit màfic en el granit en algunes àrees. Les Seychelles granítiques són fragments de l'antic supercontinent de Gondwana, i han estat separades d'altres continents durant 75 milions d'anys. Les Seychelles granítiques constitueixen la majoria de part septentrional del replanell submarí de les Mascarenes. Mahé És l'illa més gran i més alta en les Seychelles, amb 145 quilòmetres quadrats i fins a 905 metres d'elevació respecte el nivell de la mar.
Les Seychelles granítiques contrasten amb les Seychelles Coral·lines o Illes Exteriors, diversos grups d'illes amb sòl coral·lí baix, sec i infèrtil.
Les Seychelles granítiques acullen forests tropicals humides, amb diverses espècies endèmiques, per exemple el coco de mar (Lodoicea maldivica), i l'arbre medusa (Medusagyne oppositifolia).
Hi ha 42 illes granítiques, en ordre descendent de superfície emergida: Mahé, Praslin, Silhouette, La Digue, Curieuse, Félicité, Frégate, Ste. Anne, Nord, Cerf, Marianne, Magnífic Sœur, Thérèse, Aride, Concepció, Petite Sœur, Cousin, Cousine, Long, Récif, Round (Praslin), Anonyme, Mamelles, Moyenne, Ile aux Vaches Marines, L'Islette, Beacon (Ile Sèche), Cachée, Cocos, Round (Mahé), L'Ilot Frégate, Booby, Chauve Souris (Mahé), Chauve Souris (Praslin), Ile La Fouche, Hodoul, L'Ilot, Rat, Souris, St. Pierre (Praslin), Zavé, Harrison Rocks (Grand Rocher).

## Flora
La vegetació autòctona d'aquestes illes consistia en palmeres, pins nans de pandanus i arbrat de fusta dura en boscos de molsa, falgueres i vegetació de núvols a altituds més altes. La flora mostra connexions amb Madagascar al sud i amb el continent africà a l'oest. Després d'haver estat tan aïllades, les illes són riques en plantes endèmiques, incloent palmeres com el coco de mar.

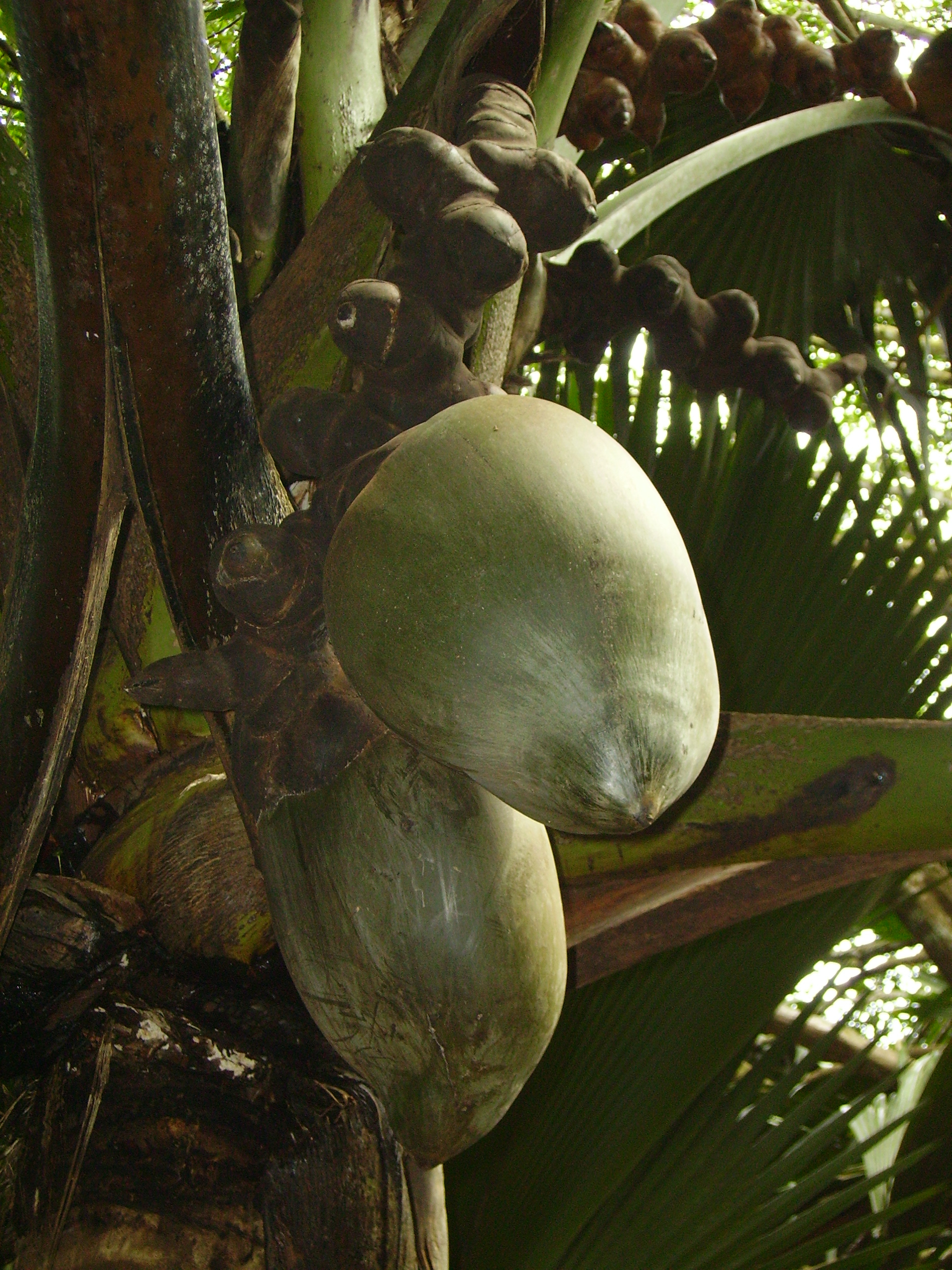
Exemplar femení de coco de mar

Hi ha flora compartida amb altres ecoregions veïnes, com ara l'espècie orquidàcia Acampe pachyglossa.

## Fauna
Les poblacions úniques de llangardaixos i rèptils de les Seychelles inclouen set espècies de caecilian i les tortugues gegants icòniques, Dipsochelys arnoldi a les Seychelles granítiques i Dipsochelys dussumieri a Aldabra. Hi ha hagut algunes extincions, però les aus endèmiques restants d'aquestes illes inclouen el xot de les Seychelles (Otus insularis) i el papamosques del paradís de les Seychelles (Terpsiphone corvina).

## Amenaces i preservació

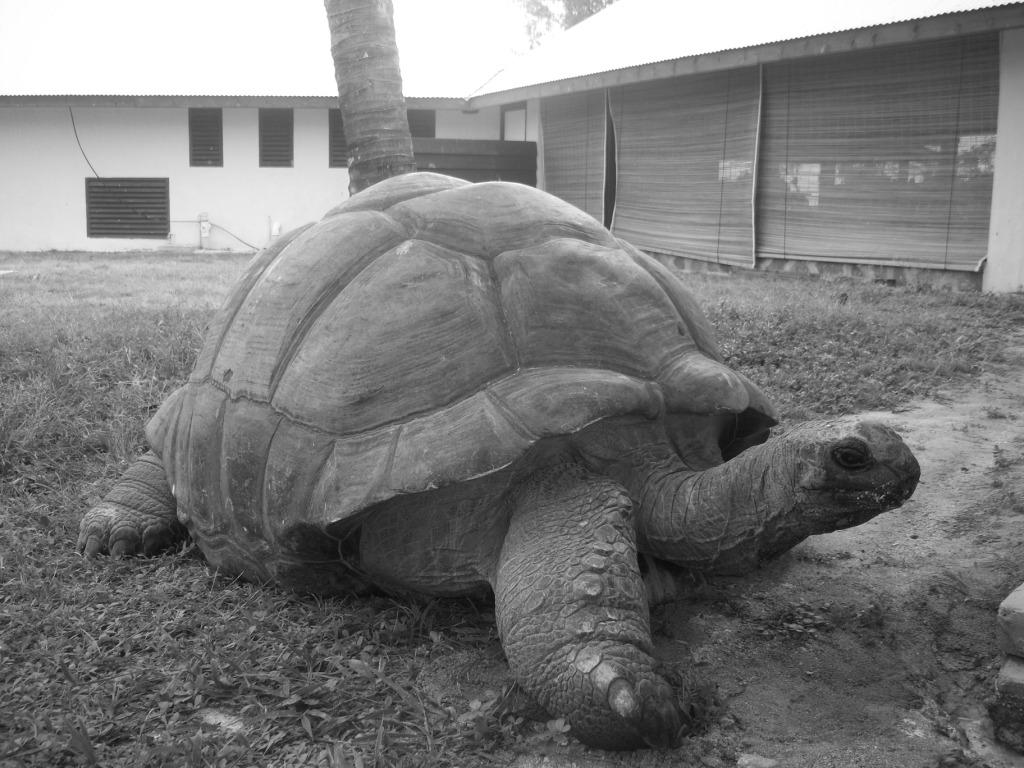
Fotografia de la Tortuga Gegant d'Aldabra més vella coneguda

200 anys de poblament humà ha estat la causa de la desaparició de bona part de l'hàbitat antic (incloent la sembra de cocoters, vainilla i canyella), i la introducció de malignes espècies invasives. La Vallée de Mai en Praslin és l'exemple més gran de bosc de palmes naturals i és un Lloc de Patrimoni Mundial.